# Enteromius anoplus
Enteromius anoplus (Syn.: Barbus anoplus) ist eine kleine, im südlichen Afrika verbreitete Barbenart. Das Verbreitungsgebiet reicht vom Limpopo im Osten über KwaZulu-Natal, die Provinz Ostkap bis zum oberen und mittleren Oranje und den Flüssen des Kapgebietes (Olifants River, Gouritz River, Gamtoos River, Sundays River und Great Fish River). Sie fehlt aber in den Bergbächen und Flüssen des Kap-Faltengürtels.

## Merkmale
Männchen von Enteromius anoplus erreichen eine Maximallänge von 10 cm, Weibchen werden mit 12 cm etwas größer. Der Kopf ist abgerundet, der Körper schlank. Am kleinen Maul befindet sich normalerweise ein kurzes Bartelpaar. Die Schuppen weisen zahlreiche radiale Streifen auf. Weibchen und Männchen außerhalb der Fortpflanzungszeit sind graugrün, wobei die Männchen manchmal einen dunklen Längsstreifen auf den Körperseiten zeigen. Fortpflanzungsaktive Männchen zeigen eine leuchtend goldene Brutfärbung.
- Flossenformel: Dorsale iii/7; Anale iii/5.
- Schuppenformel: SL 33–37.

## Lebensweise
Enteromius anoplus bevorzugt kühlere Temperaturen und kommt in kleinen Schwärmen in Bächen, Flüssen und Seen meist zwischen Falllaub, ins Wasser gefallenen Ästen oder nicht zu dicht stehenden Wasserpflanzen vor. Sie ernährt sich von Insekten, Zooplankton, Samen, Grünalgen und Kieselalgen. Die Fortpflanzungszeit liegt im Südsommer, wenn die Flüsse nach der Regenzeit viel Wasser führen. Die Eier bleiben nach dem Ablaichen an Wasserpflanzen kleben. Die Larven schlüpfen nach drei Tagen und beginnen nach sechs oder sieben Tagen frei zu schwimmen. Nach einem Jahr werden die Fische geschlechtsreif. Männchen leben nur zwei Jahre, Weibchen werden drei, eventuell auch vier Jahre alt.

## Systematik
Enteromius anoplus wurde 1897 durch den deutsch-niederländischen Zoologen Max Wilhelm Carl Weber beschrieben als Barbus anoplus beschrieben. Da sie zur Gruppe der kleinen, diploiden, afrikanischen Barbus-Arten gehörte, wurde sie Anfang 2015 in die für diese Fische revalidierte Gattung Enteromius gestellt. Sie bildet mit 5 bis 6 beschriebenen und einigen bisher unbeschriebenen Arten, die ebenfalls kühlere Gewässer bevorzugen, die sogenannte Chubbyhead-Gruppe innerhalb dieser Gruppe.